# 산업재해보상보험심사위원회
산업재해보상보험심사위원회(産業災害補償保險審査委員會)는 근로복지공단이 산업재해보험금 신청을 승인하지 않거나 보험금을 지급하지 않아 민원인이 재심사를 청구하면 이를 심리하기 위해 설립된 대한민국 고용노동부 산하 근로복지공단 내에 설치된 합의제 기관이다. 상임 위원 2명과 외부 전문 위원 88명을 합친 총 90명으로 구성되어 있으며 각 회의당 7명으로 구성된 위원회가 심리하고 다수결로 결정한다. 서울특별시 구로구 구로동에 위치하고 있다.

## 설립 근거
- 산업재해보상보험법

## 연혁
- 2006년 12월 13일 노ㆍ사ㆍ정 논의를 거쳐 근로복지공단에 산업재해보상보험심사위원회를 두어 심사청구사건에 대하여 동 위원회의 심의를 거쳐 결정하도록 합의
- 2008년 7월 1일 근로복지공단에 산업재해보상보험심사위원회 설치

## 조직

### 위원 구성
- 위원장 1명을 포함한 90명 이내의 위원으로 구성하되, 위원 중 2명은 상임위원으로, 1명은 당연직위원으로 한다.(산업재해보상보험법 시행령 제99조 1항)
- 심사위원회의 위원 중 5분의 2에 해당하는 위원은 제2항 각호 어느 하나에 해당하는 자 중에서 근로자 단체 및 사용자 단체가 각각 추천하는 자로 구성한다. 이 경우 근로자 단체 및 사용자 단체가 추천한 자는 같은 수로 하여야 한다.(산업재해보상보험법 시행령 제99조 제4항)
- 심사위원회 위원은 각호의 어느 하나에 해당하는 사람중에 공단의 이사장이 임명하거나 위촉한다.(산업재해보상보험법 시행령 제99조 제2항)
- 심사위원회의 위원장은 상임위원 중 공단 이사장이 임명한다.(산업재해보상보험법 시행령 제99조 제2항)

## 같이 보기
- 산업재해보상보험재심사위원회